# Пенькі (Пйотрковський повіт)
Пенькі (пол. Pieńki) — село в Польщі, у гміні Розпша Пйотрковського повіту Лодзинського воєводства.
Населення — 59 осіб (2011).
У 1975-1998 роках село належало до Пйотрковського воєводства.

## Демографія
Демографічна структура станом на 31 березня 2011 року:
|          | Загалом | Допрацездатний вік | Працездатний вік | Постпрацездатний вік |
| -------- | ------- | ------------------ | ---------------- | -------------------- |
| Чоловіки | 32      | 7                  | 22               | 3                    |
| Жінки    | 27      | 5                  | 13               | 9                    |
| Разом    | 59      | 12                 | 35               | 12                   |